# NGC 6831
NGC 6831 је лентикуларна галаксија у сазвежђу Змај која се налази на NGC листи објеката дубоког неба.
Деклинација објекта је + 59° 53' 35" а ректасцензија 19h 47m 57,2s. Привидна величина (магнитуда) објекта NGC 6831 износи 13,3 а фотографска магнитуда 14,3. NGC 6831 је још познат и под ознакама UGC 11483, MCG 10-28-11, CGCG 303-11, NPM1G +59.0234, PGC 63674.